# Station Czerwonków
Station Czerwnoków is een spoorwegstation in de Poolse plaats Czerwonków.